# Лели, Корнелис
Корнелис Лели (нидерл. Cornelis Lely; 23 сентября 1854, Амстердам, Нидерланды – 22 января 1929, Гаага, Нидерланды) — нидерландский инженер и государственный деятель. Он продвигал идею строительства Зёйдерзе — системы рукотворных дамб и работ по осушению и дренажу земли, в результате которой удалось осушить значительную территорию.

## Ранняя жизнь
Происходил из либеральной протестантской семьи. Был седьмым ребенком Яна Лели и Адрианы ван Хаутен.  Его отец был торговцем семенами и часто брал своих детей с собой в путешествия. Таким образом, он уже в юности мог наблюдать за строительством Нордзе-канала и комплекса шлюзов (Oranjesluizen).
После окончания школы поступил в Делфтское политехническое училище и получил специальность инженера-строителя в 1875 году.

## Карьера
После окончания института он начал временную работу геодезистом. Затем он получил работу инженера в министерстве транспорта и водного хозяйства, где поддерживал разработанный «Закон о каналах». 
В период между 1886 и 1891 годом являлся ассистентом научно-технического коллектива, который разрабатывал проекта Зёйдерзе. Провел свои собственные исследования в области запруд, которые были отражены в восьми докладах. В 1891 г. он завершил свои проекты, которые осуществил много лет спустя в качестве министра, после наводнения 1916 года. Согласно его планам, был создан Бергсе-Маас, что способствовало расширению железной дороги.
В 1891—1894 и 1897—1901 гг. занимал пост министра водного хозяйства, торговли и промышленности, а в 1913—1918 гг. — министра водного хозяйства. В 1898 г. он получил одобрение парламента о создании региональной железнодорожной компании «Северо-Восток». С 1902 по 1905 гг. занимал пост губернатора Суринама. Поддерживал плана строительства железнодорожной ветки Lawaspoorweg. В 1916 г. ранее неоднократно отвергавшийся проект Зёйдерзе был всё-таки утверждён.
С 1894 по 1922 гг. избирался депутатом Второй палаты Генеральных штатов Нидерландов, а с 1910 по 1913 г. — Первой палаты. Также являлся членом регионального парламента Южной Голландии (1909—1910) и членом городского совета Гааги (1908—1913).
В 1895 г. стал членом Королевской нидерландской академии искусств и наук, в 1905 г. — почетным доктором Делфтского технического университета. 
Похоронен на центральном кладбище Керхофлаан.

## Память
Город Лелистад, расположенный в польдере в провинции Флеволанд, был назван в его честь. Флаги провинции и города украшены белой геральдической лилией, чтобы отметить его вклад.
В его честь названа одна из главных улиц Амстердама — Корнелис Лелиаан (нидерл. Cornelis Lelylaan) и одна из главных железнодорожных станций — Амстердам Лелиаан (нидерл. Amsterdam Lelylaan).
В 1905 году в честь Лели суринамская деревня Кофи Джомпо была переименована в Лелидорп, поскольку Лели возглавлял строительство новой железной дороги от Парамарибо. Большая часть дороги сейчас разрушена, однако Лелидорп существует до сих пор и является столицей округа Ваника. Город расположен пути из Парамарибо к международному аэропорту имени Йохана Адольфа.
Статуя Лели, сделанная скульптором Мари Андриссеном к столетию со дня рождения инженера, стоит в западной части дамбы Афслёйтдейк. Копия этой статуи стоит в центре Лелистада на высоте 35 метров.

## Внешние ссылки
- Работы Cornelis Lely в проекте «Гутенберг»
- Информация о Лелидорп, Суринам, от travelpost.com